# Unterstollnkirchen
Unterstollnkirchen ist ein Gemeindeteil der Stadt Dorfen auf der Gemarkung Stollnkirchen im oberbayerischen Landkreis Erding. 

## Lage
Das Dorf Unterstollnkirchen liegt 400 m südlich des Rastplatzes Fürthholz der Autobahn A 94. Es liegt am Mühlbach, der in der Nähe der Feuerwehrwache von der Goldach abzweigt. Es liegt an der östlichen Grenze des Landkreises Erding am nördlichen Rand des Gattergebirges.
Mit der am 6. Juli 2022 beschlossenen 20. Änderung des Flächennutzungsplans wurde im Bereich von Unterstollnkirchen zwischen Kaidach, Oberstollnkirchen und Unterstollnkirchen zwei nebeneinander liegende Photovoltaik-Sonderbauflächen ausgewiesen.

## Geschichte

Unterstollnkirchen 3

Unterstollnkirchen gehörte zum bayerischen Kurfürstentum eingegliederten Grafschaft Haag, bis diese 1806 aufgelöst wurde. 1818 entstand mit dem Gemeindeedikt die Gemeinde Stollnkirchen mit den Gemeindeteilen Ober- und Unterstollnkirchen. Am 25. November 1864 wurde sie in die Gemeinde Schwindkirchen eingemeindet. Schwindkirchen mit seinen 21 Gemeindeteilen lag zunächst im Bezirksamt Wasserburg und kam dann am 1. Januar 1880 zum Bezirksamt Mühldorf. Schließlich kam am 1. Juli 1972 die Gemeinde Schwindkirchen und mit ihr die Orte Ober- und Unterstollnkirchen an die Stadt Dorfen und damit den Landkreis Erding.

## Bevölkerungsentwicklung
Um 1871 gab es in Unterstollnkirchen 42 Einwohner. Um 1950 stieg die Bevölkerungszahl in der Nachkriegszeit des Zweiten Weltkriegs auf 64 Einwohner an. Im Mai 1987 lebten dort 61 Einwohner in 14 Wohngebäuden, die in 16 Wohnungen aufgeteilt waren.
| Jahr      | 1871 | 1925 | 1950 | 1970 | 1987 |
| Einwohner | 42   | 64   | 75   | 64   | 61   |